# Chápající sociologie
Chápající sociologie (německy Verstehende Soziologie), nebo též rozumějící sociologie, je sociologické zaměření, které usiluje o poznání subjektivního smyslu sociálního jednání. To je posuzováno v konkrétních významových souvislostech, jež aktéry vedly k danému jednání nebo jež byly tímto jednáním, třeba i neuvědoměle, vytvořeny.
Autorem pojmu i konceptu chápající sociologie je Max Weber, který se tím vymezil oproti starším pojetím sociologie A. Comta, H. Spencera a K. Marxe.
Webrova chápající sociologie dala vzniknout celému interpretativnímu paradigmatu. K chápající sociologii jako svému východisku se hlásí mnohé sociologické školy:
- strukturální funkcionalismus (Talcott Parsons)
- kritický racionalismus (Karl Popper)
- fenomenologická sociologie (Alfred Schutz)
- frankfurtská škola (Max Horkheimer)
- teorie komunikativní racionality (Jürgen Habermas)